# Angela Cartwright
Angela Margaret Cartwright (Altrincham (Cheshire, Engeland), 9 september 1952) is een Amerikaanse actrice die vooral bekend is als Brigitta von Trapp in de Sound of Music uit 1965, en in de televisieserie Lost in Space uit 1965 als Penny Robinson. In de 'remake' van de laatstgenoemde film uit 1998 speelde ze tevens een bijrol als verslaggever. Van 1957 tot 1964 maakte ze ook deel uit van de cast van de sitcom The Danny Thomas Show. 
In 1976 trouwde ze met Steve Gullion met wie ze 2 kinderen kreeg; Rebecca Gullion (1981) en Jesse Gullion (1985) die ook beiden in films gespeeld hebben. Ze heeft een oudere zus Veronica Cartwright, die ook actrice is.